# Hjalmar Welhaven
Hjalmar Welhaven, född 26 december 1850 i Kristiania (nuvarande Oslo), död där 18 april 1922, var en norsk arkitekt. Han var son till Johan Sebastian Welhaven.
Welhaven studerade vid Tegneskolen i Kristiania, 1871–73 var han elev till Conrad Wilhelm Hase i Hannover. Åren 1883–1920 fungerade han som förvaltare vid kungliga slottet i Kristiania. Han intresserade sig särskilt för träbyggnader med inslag av den så kallade "schweizerstilen". Han utförde en rad privathus, däribland Axel Heibergs Strand i Numedal. Welhaven var dessutom en föregångsman på skidsportens område och ägde en stor skidsamling.